# Iseki
Iseki & Co., Ltd. (jap. 井関農機株式会社, Iseki Nōki Kabushiki-gaisha) – japońskie przedsiębiorstwo przemysłowe specjalizujące się w produkcji maszyn rolniczych, z siedzibą w Matsuyamie (prefektura Ehime) oraz w Tokio. Pod względem wielkości jest trzecią największą firmą w Japonii działającą w branży maszyn rolniczych.
Asortyment produktów firmy obejmuje m.in. traktory, kombajny zbożowe, sadzarki do ryżu, kosiarki samojezdne, kosiarki o zerowym promieniu skrętu, glebogryzarki, a także komponenty i silniki wysokoprężne (Diesla).
Firma została założona w 1926 roku w Matsuyamie pod nazwą Iseki Farm Implement Trading Co. (jap. 井関農具商会, Iseki Nōgu Shōkai). W 1936 roku przekształcono ją w spółkę Iseki & Co., Ltd.

## Historia

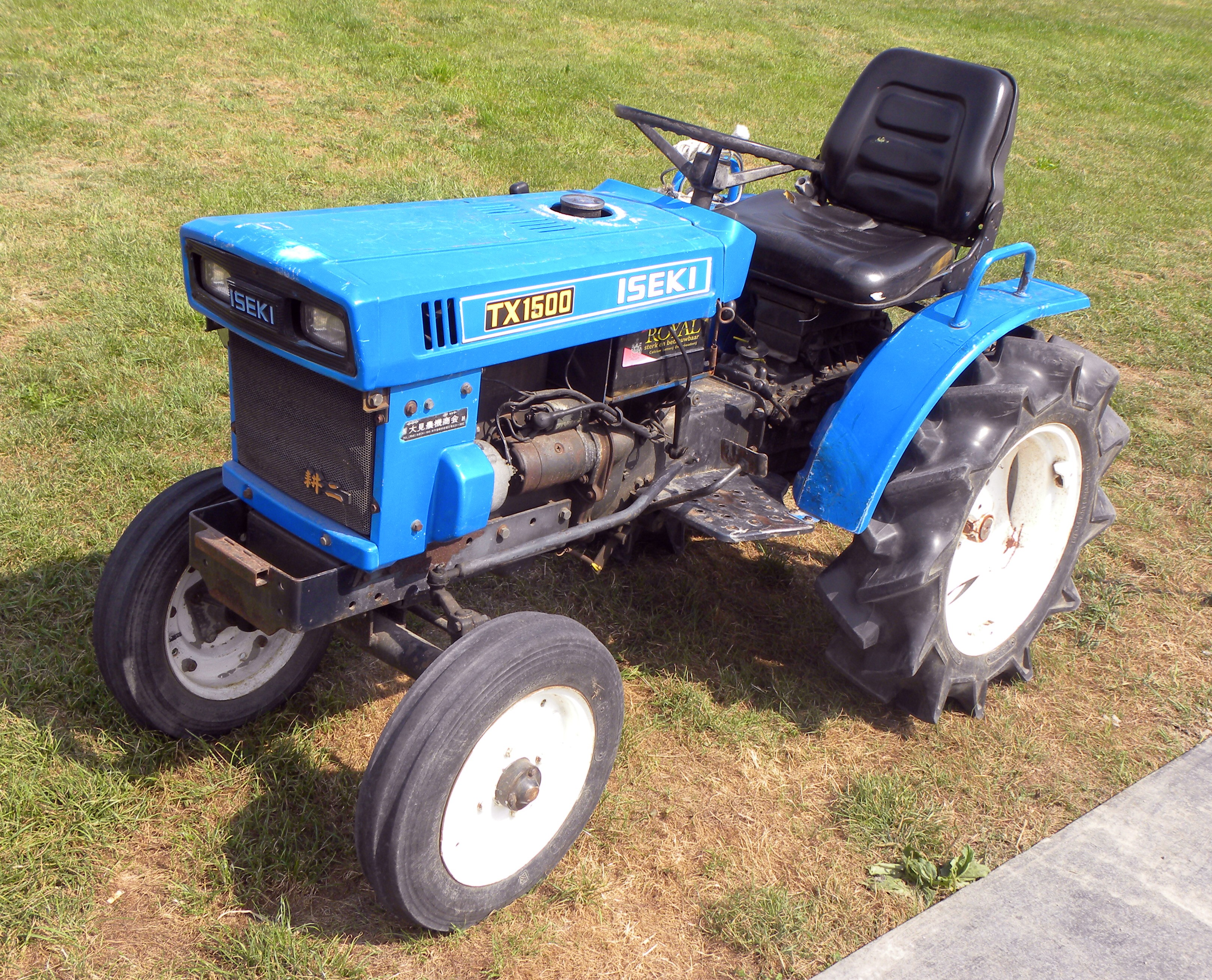
Kompaktowy ciągnik Iseki TX 1500 z 1978 roku

Produkcję traktorów firma Iseki rozpoczęła w 1961 roku. Wczesne modele powstawały na podstawie umowy o transferze technologii i projektu zawartej z niemieckim przedsiębiorstwem Porsche-Diesel. Traktory marki Iseki były, i nadal są, sprzedawane na rynkach międzynarodowych pod różnymi markami, takimi jak: AGCO Bolens, Challenger, Massey Ferguson oraz White. Niektóre modele oferowane na rynku japońskim były produkowane przez włoską firmę Landini oraz francuską Massey Ferguson.
W początkowym okresie południowokoreańska firma TYM produkowała swoje traktory w oparciu o projekty Iseki. Iseki uczestniczy również w przedsięwzięciach typu joint venture, m.in. z chińską firmą Dongfeng Motor.

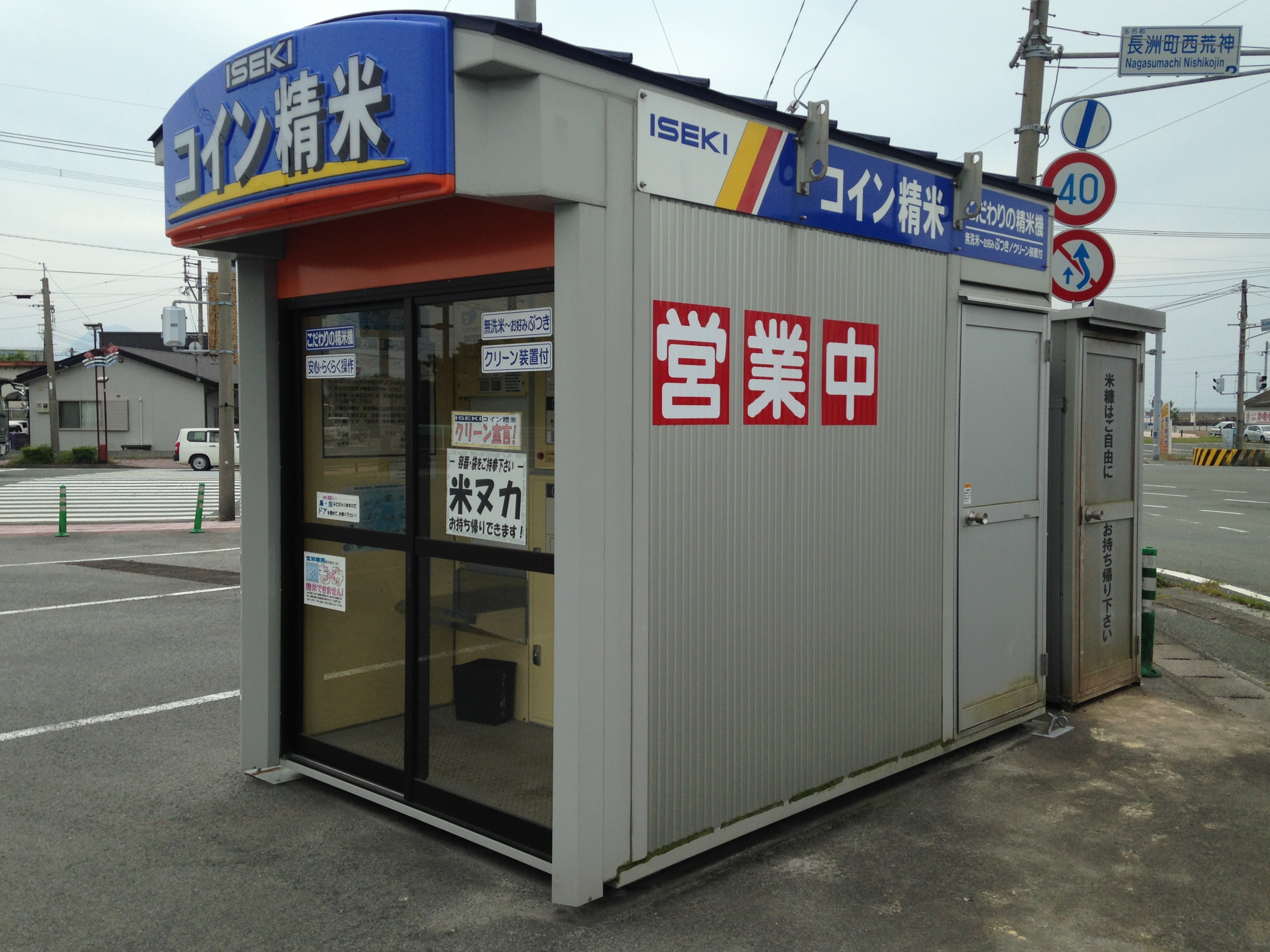
Samoobsługowy automatyczny młyn ryżowy Iseki w Nagasu, Kumamoto

Firma Iseki wprowadziła innowacyjny sposób zbierania skoszonej trawy w swoich traktorach ogrodowych. W przeciwieństwie do większości maszyn, w których trawa transportowana jest nad przekładnią i innymi elementami napędu, rozwiązanie zastosowane przez Iseki pozwala na jej bezpośrednie odprowadzanie. Przekładnia napędowa w tych traktorach jest przenoszona na koła za pomocą układu łańcuchowego, podobnie jak w traktorach wykorzystywanych do uprawy ryżu. Dzięki temu możliwe było obniżenie kanału transportującego trawę i uproszczenie całej konstrukcji.